# Кеттенхайм
Кеттенхайм (нем. Kettenheim) — община в Германии, в земле Рейнланд-Пфальц.
Входит в состав района Альцай-Вормс. Подчиняется управлению Альцай-Ланд. Население составляет 293 человека (на 31 декабря 2010 года). Занимает площадь 3,47 км².